# Belle y Sebastián (anime)
Belle y Sebastián en Hispanoamérica u Orsi en España (名犬ジョリィ Meiken Jorii?) es una adaptación al anime de la novela homónima de Cécile Aubry. Fundada en 1980, es una producción entre las empresas japonesas MK Empresa, Visual 80 Productions y Tōhō Company, Ltd., Editado por Kenji Hayakawa. Los personajes son dibujados por Shuichi Seki. El dibujo animado fue transmitido en la televisión francesa en 1983 y cuenta con 52 episodios de 24 minutos cada uno. Fue transmitido en España a través de Telecinco en los años 90 con el título "Orsi" y en México, por el canal cinco de Televisa en el mismo año, y también se emitió en Perú.  
La música de la caricatura es cantada por el coro de los niños pequeños Bondi en Francia. En España, la canción utiliza la canción del opening italiano de David el gnomo cantada en español con una nueva letra dedicada al anime. En Hispanoamérica, las canciones se emitían en versión original japonesa. 

## Argumento
Esta serie se basa en las aventuras de un niño llamado Sebastián, que vivía en la zona montañosa de Los Pirineos (región fronteriza entre España y Francia). Sebastián no tenía amigos, pues los otros niños lo molestaban porque su madre no vivía con él; solo tenía una pequeña mascota, un perrito llamado Poochie.
Cierto día, Sebastián se topa con un enorme Perro de montaña de los Pirineos, perseguido por las autoridades, que era acusado injustamente por haber cometido crímenes. La gente del lugar le tenía miedo y lo llamaban «El Demonio blanco».
Sebastián lo protege y le da cobijo y alimento; y decide llamarlo Belle. Tiempo más tarde, Sebastián, Belle y Poochie se aventuran en la búsqueda de su madre por diversas regiones de Europa. En dicho viaje, conocen a muchos amigos y enemigos.

## Personajes
- Belle - Es un enorme perro blanco y valiente, pero la gente le teme creyendo que es "El demonio Blanco". Solo al final de la serie todos comprenden que Belle no es peligroso.
- Sebastián - Es un niño ingenuo y generoso. Se vuelve el inseparable amigo de Belle y juntos van a la búsqueda de su madre, que desapareció desde hacía muchos años.
- Poochie - Es un pequeño cachorro amarillo y es el primer amigo de Sebastián.
- Lena - Es una muchachita bonita y simpática. Hija de un hombre muy rico, se volverá la amiga del corazón de Sebastián.
- Mendoza - Es un ladrón muy astuto, siempre va en pareja con Muñoz. Al final de la historia se mostrará de carácter generoso y gentil.
- Muñoz - Es el otro ladrón, siempre va en compañía de Mendoza. Es más bien estúpido y por su culpa, a él y a su compañero las cosas le salen siempre mal.
- Inspector García - Es el inspector de la policía, busca capturar a Belle.
- Martín - Es el ayudante del inspector García.

### Otros personajes
- Abuelo César - Abuelo de Sebastián.
- Angelina - Es una muchacha que se vuelve una especie de madre adoptiva de Sebastián.
- Doctor Guillaume - Es el doctor, amigo de Sebastián. Al final de la historia se enamorará de Angelina.
- Gabriel - El niño más simpático y divertido entre los amigos de Sebastián.
- Abuelo Cortés - Es un anciano muy sabio y bastante simpático.
- Juan - Amigo y ayudante del abuelo Cortés.
- Jehan - Es un cazador, amigo de Sebastián y Angelina.
- Alberto
- Doctor Carlos
- Victorin
- Párroco
- Sr. Albert - El padre hereditario de Lena.
- Isabel - Es la madre verdadera de Sebastián, de raza gitana y nómada. Ella violó una ley de su pueblo por haberse casado con un no gitano, pero tiempo más tarde él murió. Tuvo a Sebastián en un pueblo de los Pirineos, encargándoselo al abuelo César para que lo educase, prometiendo volver ahí cuando los gitanos la entendieran.

## Episodios
| - 1. El monstruo - 2. Nace una amistad - 3. Una noche en la montaña - 4. La huida por la frontera - 5. Un mal encuentro - 6. La mano de ayuda - 7. En el momento de la verdad - 8. La promesa - 9. Decir Adiós - 10. El ladrón de ganado - 11. La dulce Pippi - 12. El abuelo Cortés - 13. Un paso al cielo - 14. El acto de valentía - 15. El buen ladrón - 16. La ola de recuerdos - 17. Fantasmas a bordo - 18. El barco de la salvación - 19. El castillo encantado - 20. El contraste de la gama - 21. El secuaz del diablo - 22. Solo contra todos - 23. Justicia - 24. Un ladrón mago - 25. Un último paso - 26. La bufanda azul | - 27. Belle entre las llamas - 28. Después del incendio - 29. El último vagón - 30. La cadena al cuello - 31. Solo por el puente - 32. La Foto de su madre - 33. La separación - 34. Regresa, Belle - 35. La persecución - 36. Adiós, Belle - 37. El vuelo de esperanza - 38. Una mentira cruel - 39. El agua insalubre de la sierra nevada - 40. Belle encadenado - 41. Operación Rescate - 42. Los amigos encontrados - 43. El tren para los Pirineos - 44. Las batallas del riel - 45. El corazón del hombre - 46. La Gran Muralla - 47. El viento de invierno - 48. Unido en la tormenta - 49. Un mensaje desesperado - 50. El fin de la cacería - 51. La decisión - 52. El cielo azul de los Pirineos |